# Szlovák konyhaművészet
A szlovák konyhaművészet alapelemei a tej, a burgonya és a káposzta, melyek kombinációiból olyan jellegzetes ételek születnek, mint a szlovákok nemzeti étele, a (magyarul sztrapacska néven is ismert) juhtúrós galuska vagy a káposztás sztrapacska. A regionális ételek változatosak: a hegyi régiók konyhája inkább a sajtokra, tejtermékekre épít, míg az alacsonyabban fekvő területeken a pikánsabb ételek – pl. káposztaspecialitások, libasült, krumplilepények, tészták – jellemzőek.

## Történelem
A mai Szlovákia területe évszázadokon keresztül a Magyar Királyság, majd Csehszlovákia része volt. Ebben az időszakban a városokban a magyar, francia, osztrák, erdélyi és cseh konyha volt jellemző, a szlovák konyha jellegzetes ételei ezért az elmaradottabb, szegényebb vidékeken alakultak ki.

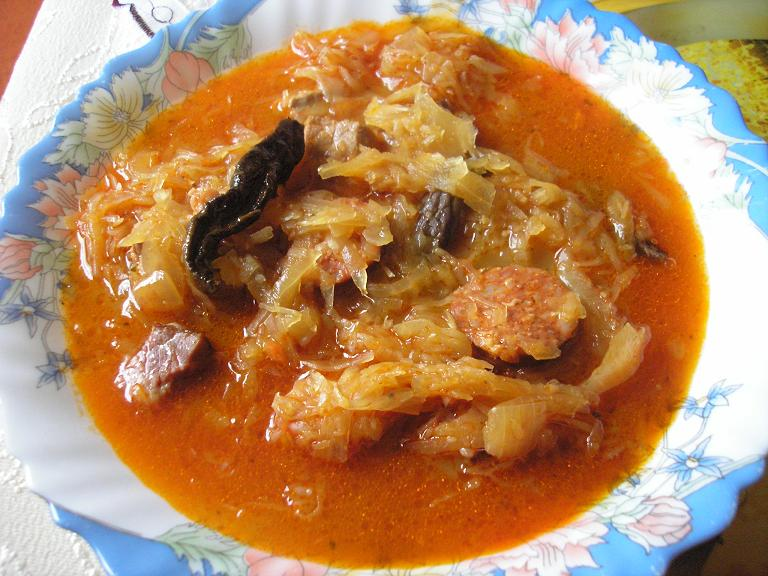
Kapustnica (káposztaleves)

A régió többi országához hasonlóan a szocializmus időszakát megsínylette a szlovák gasztronómia. Ebben az időszakban a nemzeti jelképként bemutatott ételek is elsősorban a monarchia hatását hordozó cseh konyhából kerültek ki, a (magyarul sztrapacska néven is ismert) juhtúrós galuskát leszámítva.

## Étkezési szokások
A szlovák főétkezés – a magyarhoz hasonlóan – szinte elképzelhetetlen leves nélkül.

## Ételek

### Levesek
A hagyományos szlovák levesek jellemző alapanyagai a káposzta, hüvelyesek, gomba vagy burgonya. Mivel főként szegények készítették, a jó minőségű hús használata ritka volt, és a sűrítéshez a drágának számító fehér lisztes rántás helyett pépesített zöldségeket használtak. Jellegzetes a köménymagos savanyú káposztaleves (kapustnica) vagy krumplileves (kulas), illetve a demikát (juhtúrós leves).

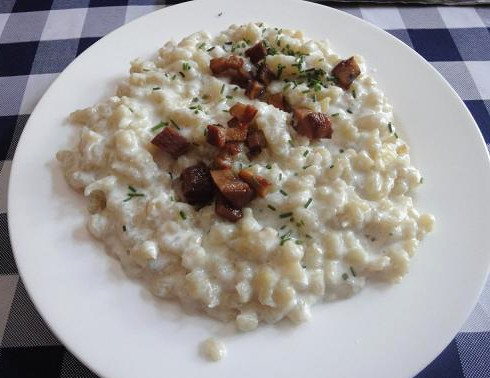
Juhtúrós vagy brindzás galuska (bryndzové halušky)

### Főételek
A búzánál kedvezőtlenebb körülmények között is megtermő, kevesebb törődést igénylő burgonya meghatározó a szlovák konyhában; olyan, hagyományosan lisztes ételek, mint a galuska is az olcsóbb és laktatóbb reszelt vagy főtt krumplival készülnek. A (magyarul sztrapacska néven is ismert) juhtúrós vagy brindzás galuskát (bryndzové halušky) juhtúró és szalonna ízesíti; az elkészítéshez használt zsiradék fajtája, vagy a hagyma felhasználása már helyenként változik. A sztrapacska (strapacky) ezzel szemben dinsztelt káposztával és esetenként szalonnával készül. Alapvető étel a főételként és köretként is fogyasztott tócsni (zemiakové placky). A magyar eredetű gulyást (guláš) is gyakran fogyasztják; helyi változata kiadós húspörkölt, sötétvörös mártással, erősen paprikás szósszal.

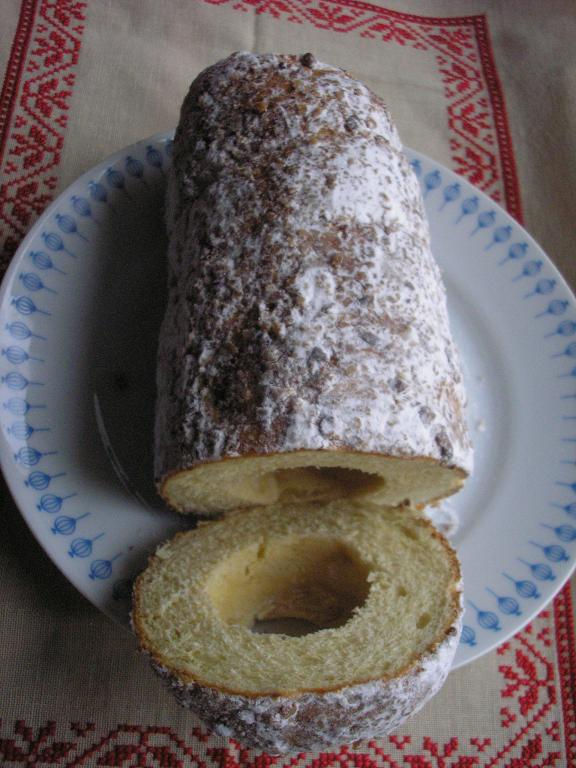
szakolcai kürtőskalács (skalický trdelník)

### Kelt tészták, kalácsok
Bár a lapos lepénykenyér mindenhol elterjedt, ezen a területen sokáig a mindennapi étkezés része volt. Jellegzetes feltétei a juhtúró, kapor, illetve a házi füstölésű felvágottak. Jellemzőek az édes és a sós kalácsok, például a tipikusan karácsonykor sütött potica is. A szakolcai kürtőskalács (skalický trdelník) 2007 óta, a magasmajtényi lepény (hrušovský lepník) 2018 óta oltalom alatt álló földrajzi jelzés, de a mákos vagy diós töltelékkel készülő pozsonyi kiflivel (bratislavský rožok, pressburger Kipfel) is megpályázták ezt a kategóriát. Lengyel eredetű, de Szlovákiában is elterjedt a bejgli (makowiec).

### Tejtermékek
Szlovákiában a hegyek és az állattartás elterjedtsége miatt elterjedtek a tejtermékek, mint az író, a túró vagy a tejföl. Jellegzetes például a brindza vagy liptói túró (bryndza: lágy, sós juhtúró) és annak autentikus, kemény változata, vagy a juhkefir. Őrölt paprikával és fűszerekkel készül a liptói körözött.
Elterjedt sajtfélék a juhsajtok, mint a füstölt ostyepka (oštiepok); a sajtszalagból S alakú tekercsbe göngyölt hőkezelt, enyhén füstölt parenyica (parenica); a sajtkorbács (korbáčik); valamint a cseh eredetű hermelín. Oltalom alatt álló földrajzi jelzés a szlovák ostyepka (slovenský oštiepok), a szlovák brindza (slovenská bryndza), a szlovák parenyica (slovenská parenica), a zázrivai sajtkorbács (zázrivský korbáčik), a barsi szalámisajt (tekovský salámový syr), az árvai sajtkorbács (oravský korbáčik), a klenóci sajt (klenovecký syrec) és a zázrivai sajtszálak (zázrivské vojky).

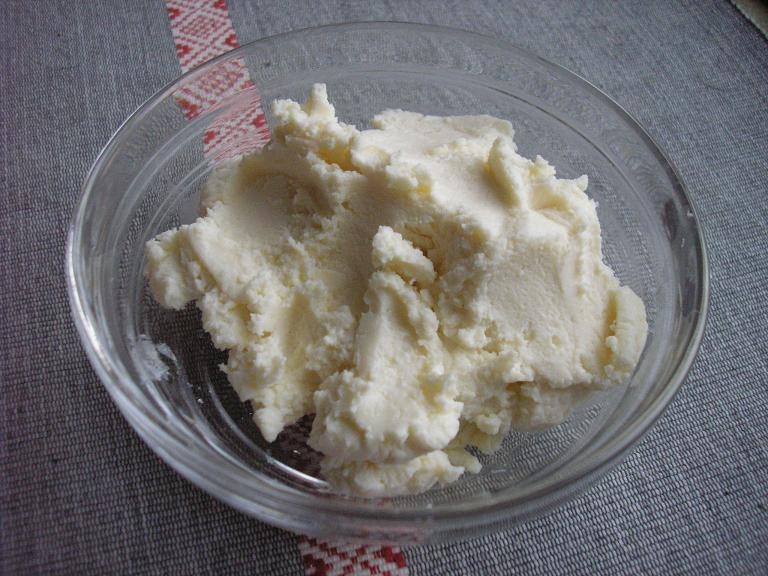
brindza (bryndza)
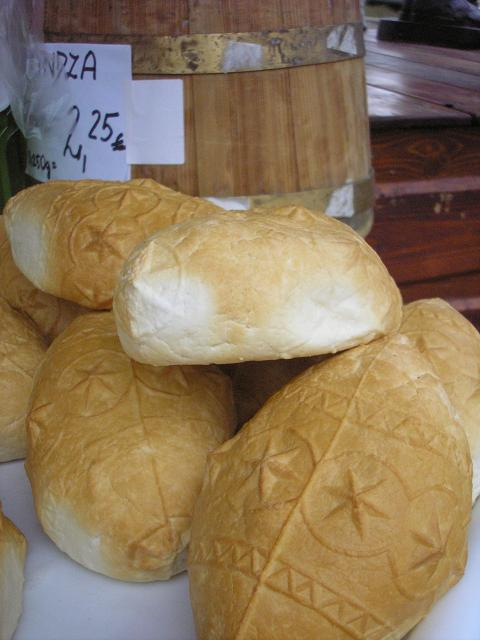
ostyepka (oštiepok)
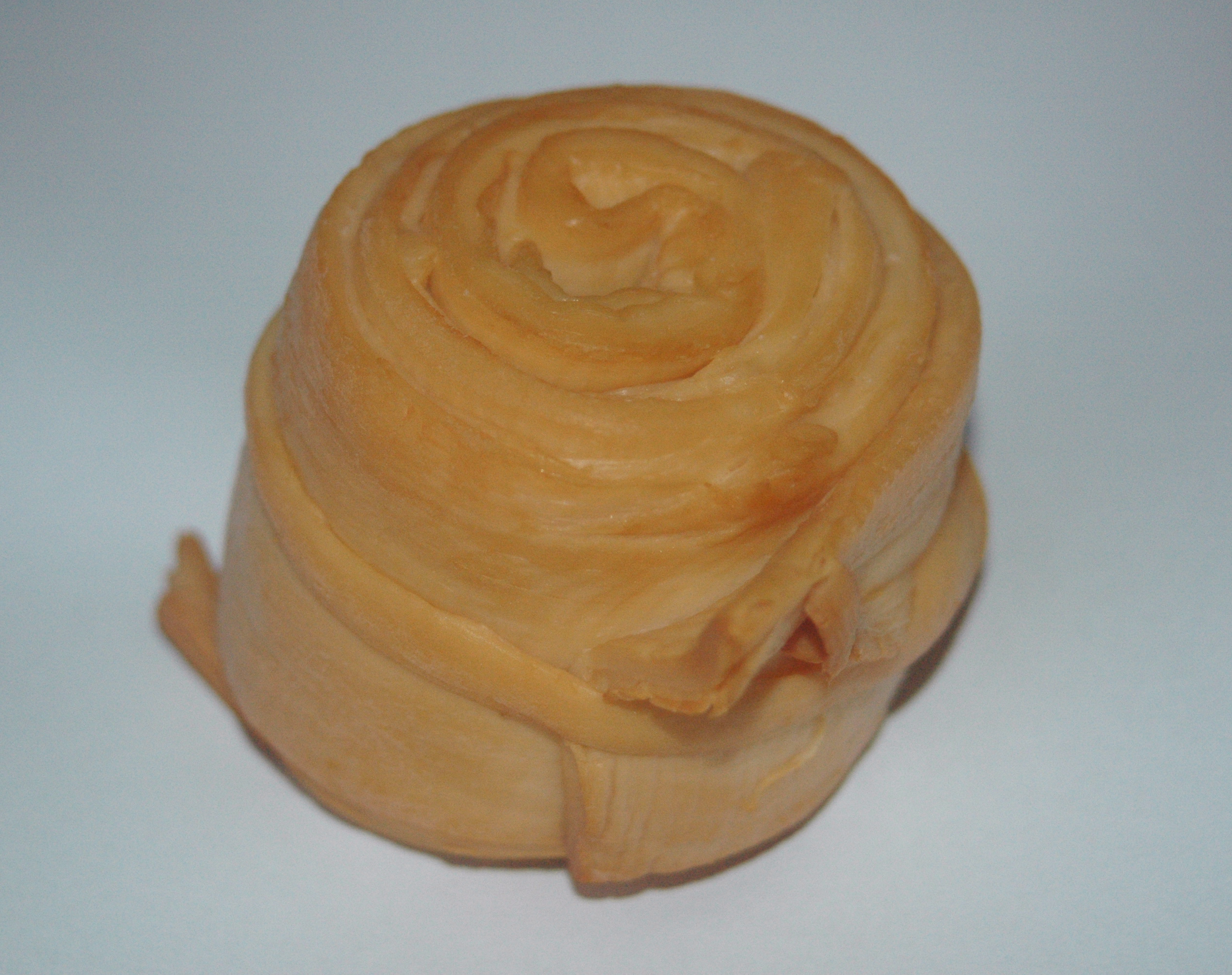
parenyica (parenica)
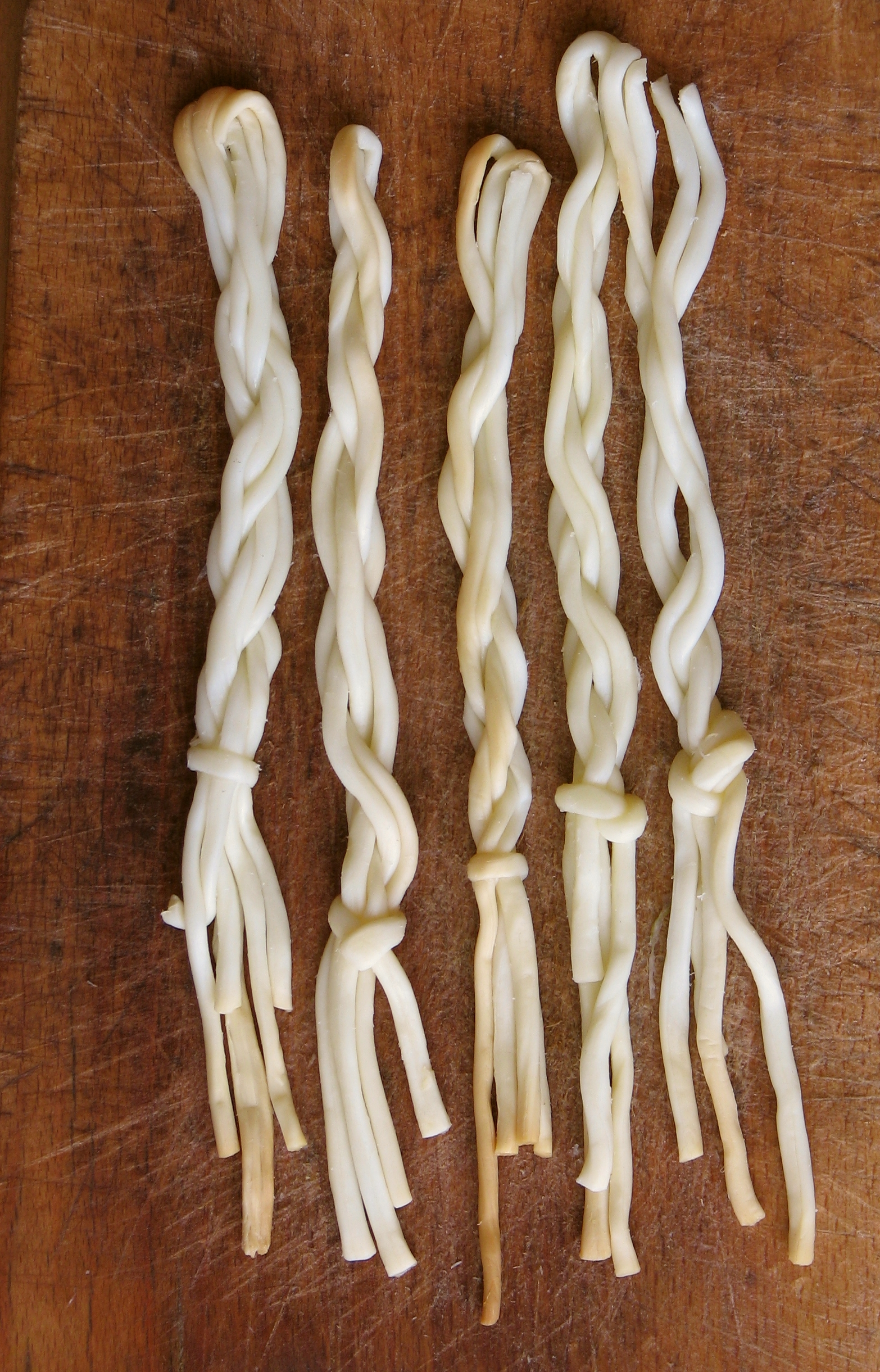
sajtkorbács(wd) (korbáčik)

### Egyéb ételek
Oltalom alatt álló eredetmegjelölést kapott a zsitvai paprika (paprika Žitava / Žitavská paprika) és a stomfai töltött káposzta (stupavské zelé), míg oltalom alatt álló földrajzi jelzés a liptói kolbász (liptovské droby).

## Italok
Italok terén széles körben elterjedt a sör (pl. Šariš, Zlatý Bažant). A lévai maláta oltalom alatt álló földrajzi jelzés, míg a nagyszombati maláta kérelmét 2021-ben nyújtották be.
Jellegzetes röviditalok a borókabogyóból készülő borovicska (borovička), valamint a pörkölt szalonnából, mézből és pálinkából kevert hagyományos rövidital, a hriatô. A szepesi borovicska (spišská borovička) oltalom alatt álló földrajzi jelzés. Ugyanakkor bort is termelnek a Kisalföldön, a Kárpátok déli lankáin és Tokaj környékén.
A világmárkákkal is felveszik népszerűségben a versenyt a hazai alkoholmentes italok, mint a Vinea vagy a Kofola, illetve a helyi ásványvizek.

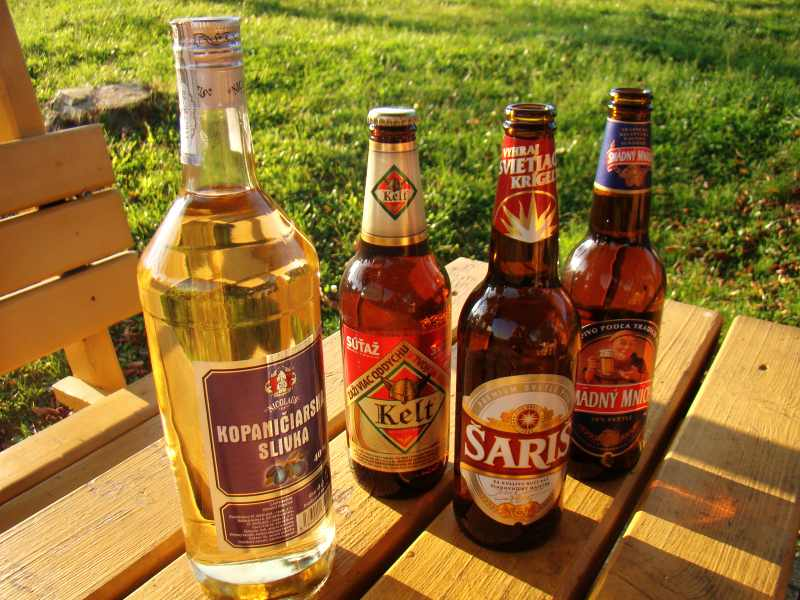
Kopaničiarska Slivka és Kelt, Šariš ill. Smädný Mních sör
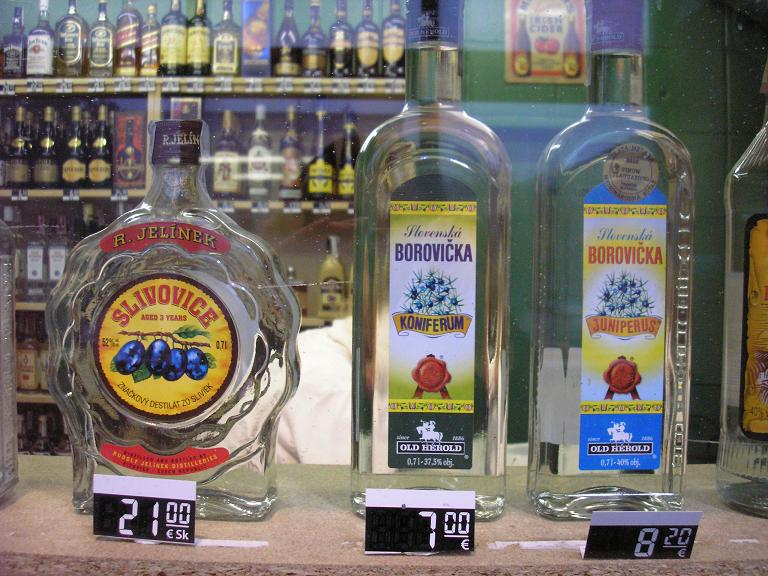
Slivovica és borovicska (borovička)
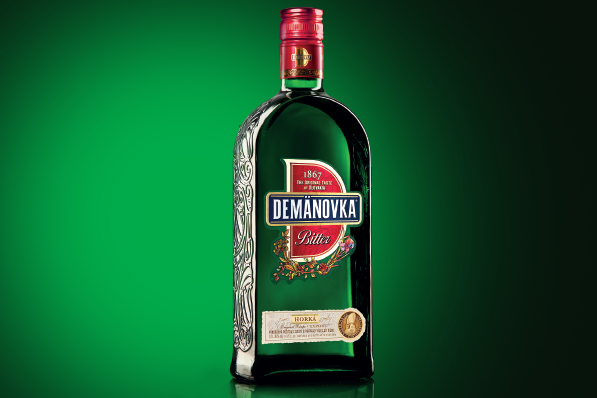
Demänovka
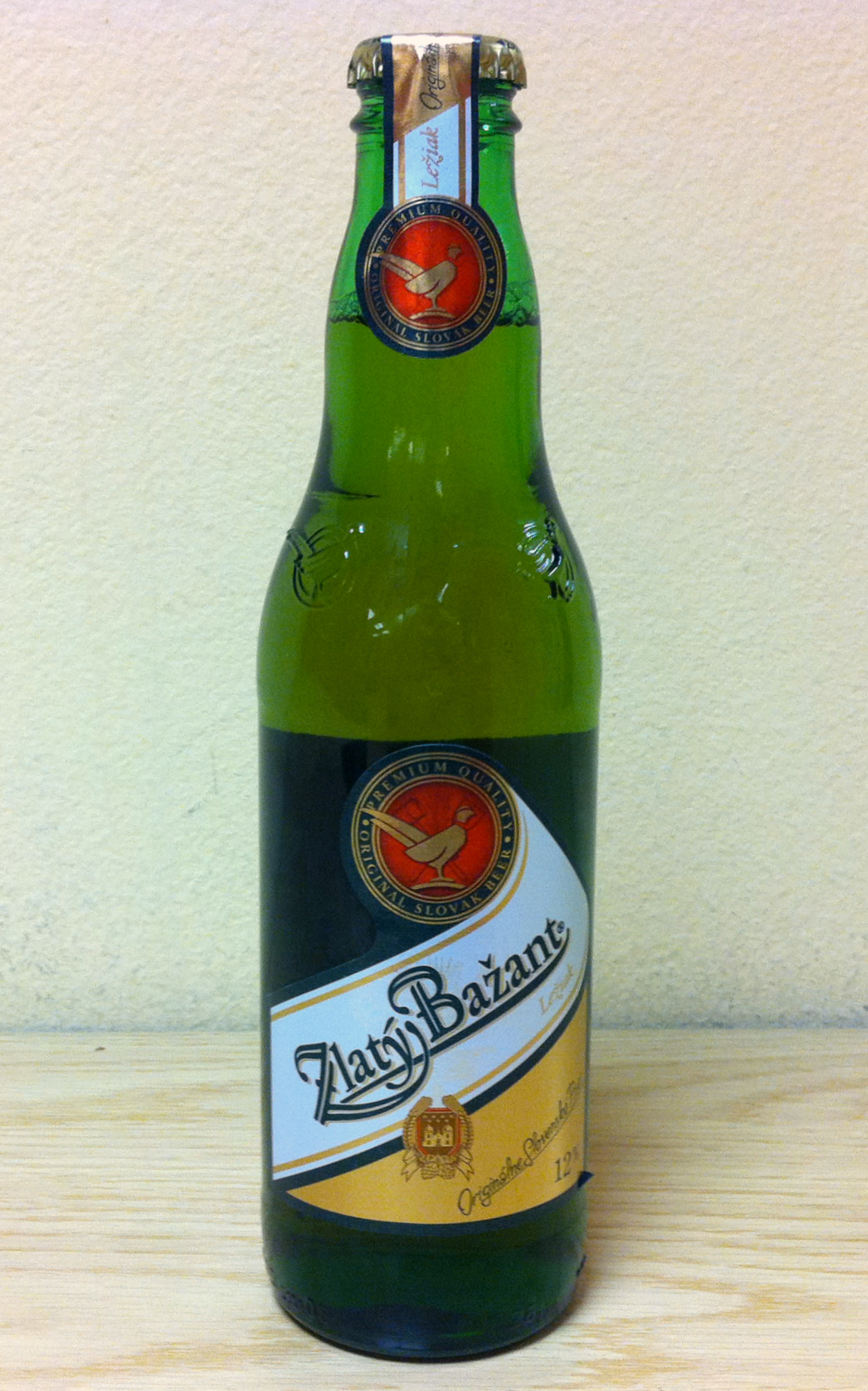
Zlatý Bažant sör
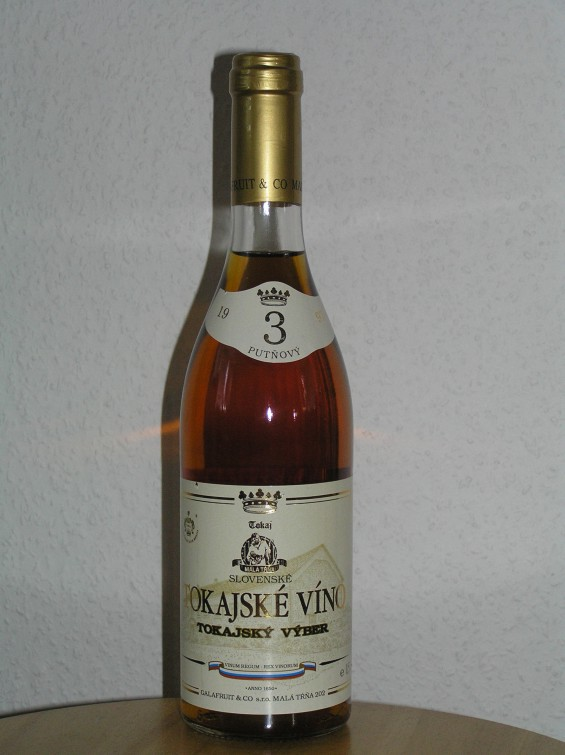
szlovákiai tokaji bor
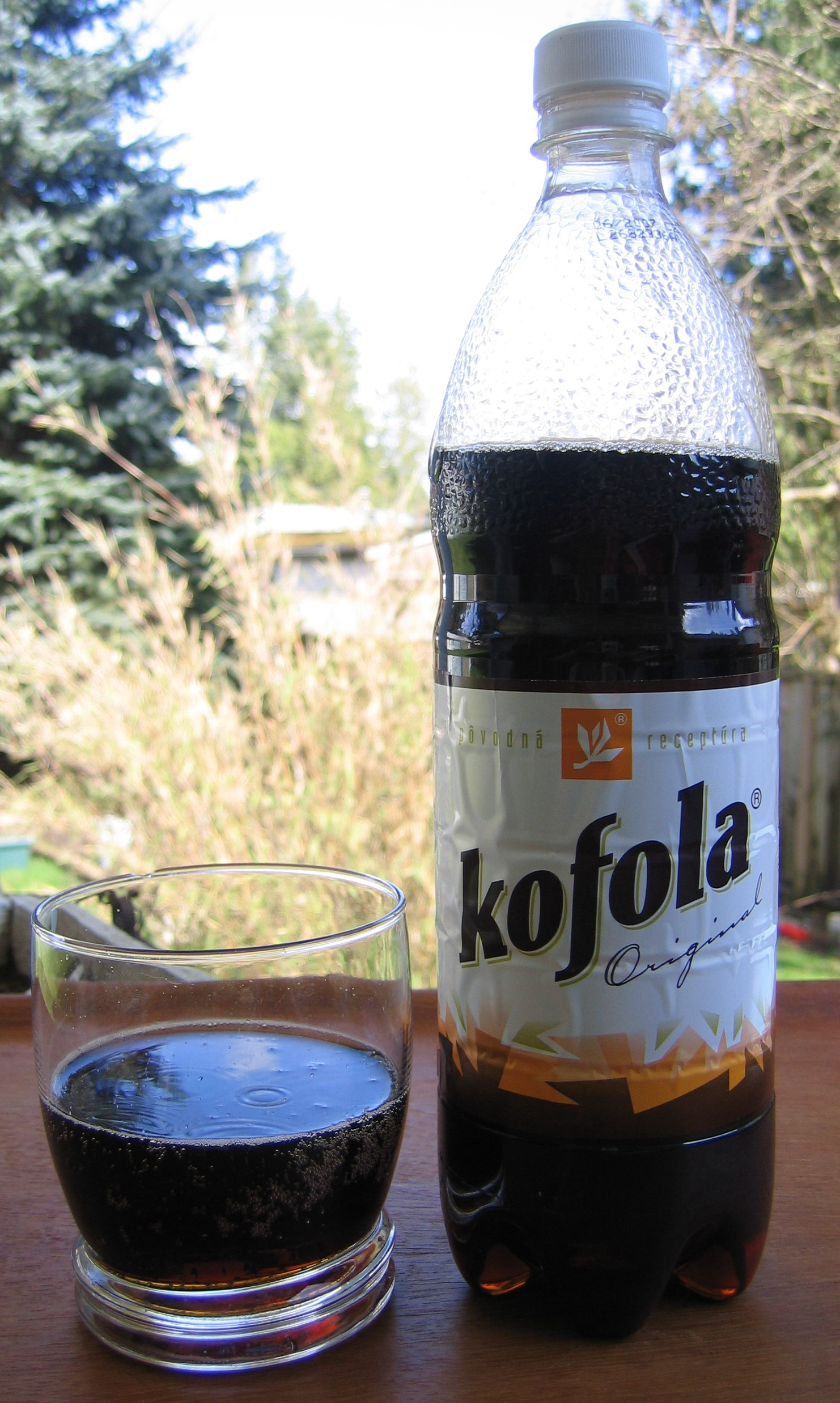
Kofola
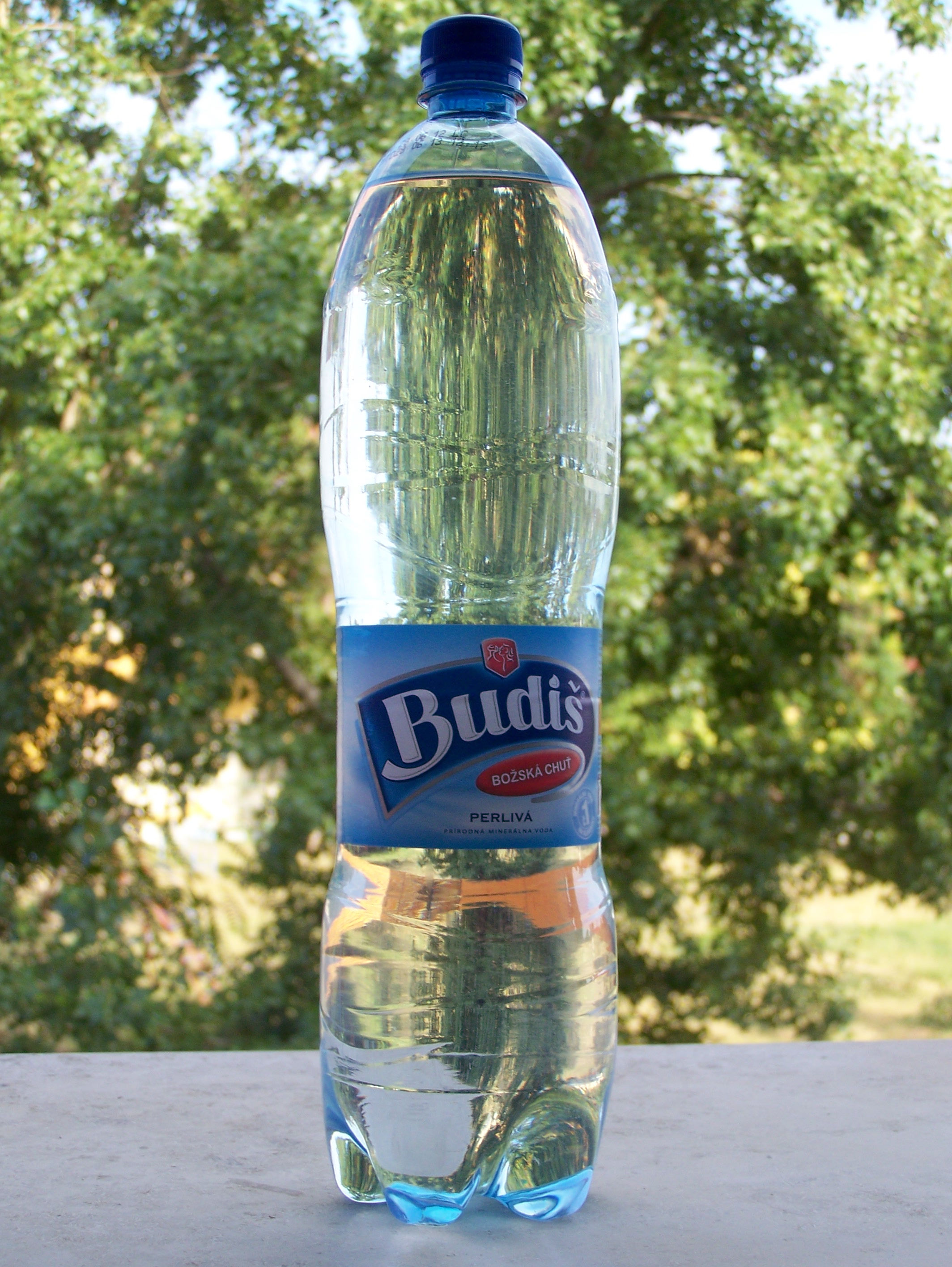
Budiš ásványvíz